# 대각성 (운동)

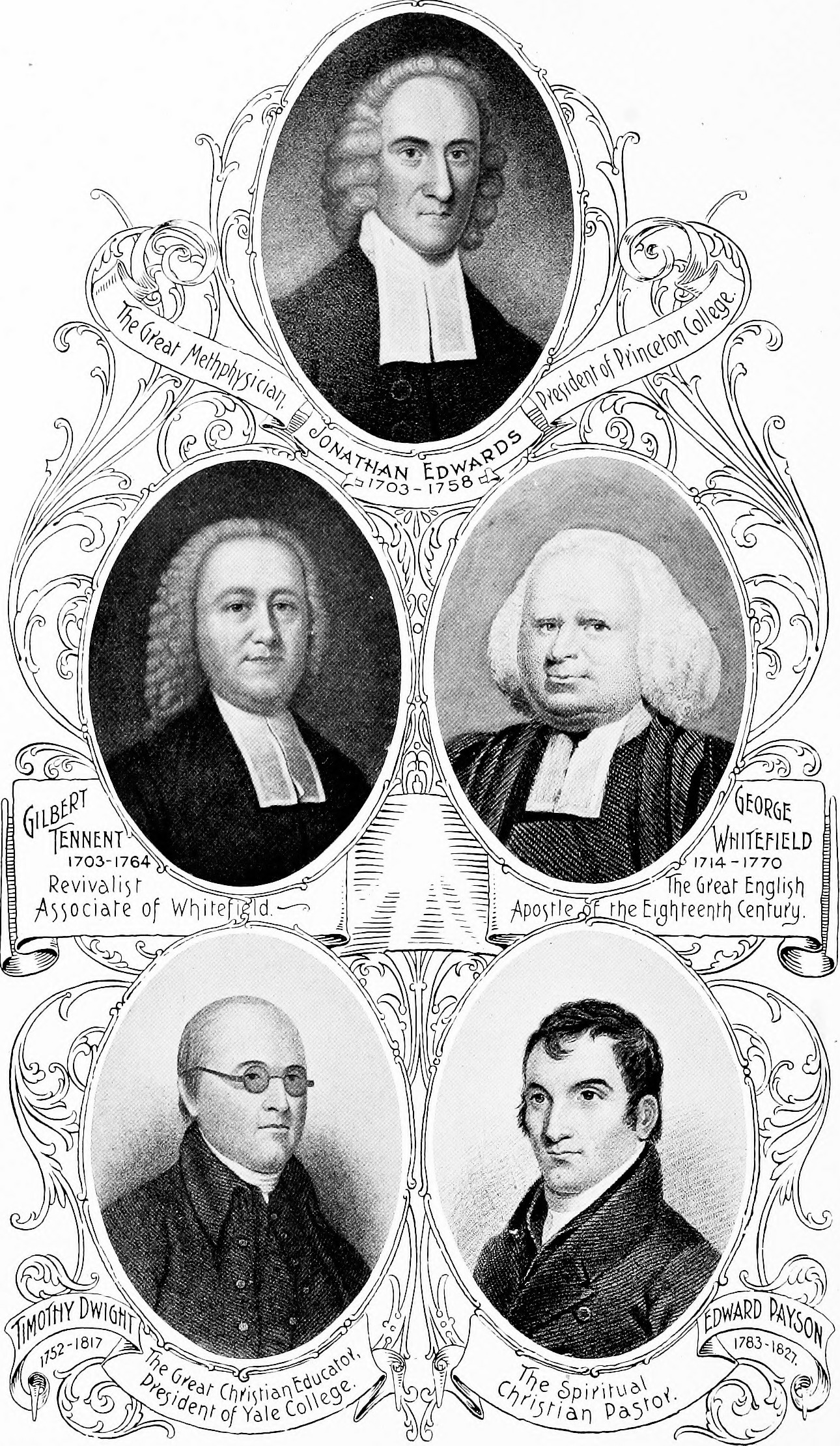
영적대각성 인물들

대각성(大覺醒, 영어: Great Awakening)은 18세기초에 일어난 앵글로색슨계 미국인의 종교 역사에서 빠르고 극적으로 나타난 신앙부흥운동이다. 이 운동은 17세기 말에서 18세기 초 서유럽을 휩쓴 종교운동의 일부로 유럽의 경건주의와 정적주의와 관련이 있고, 영국의 존 웨슬리가 이끈 복음주의와도 관련이 있다.
| 제1차 운동 | 제1차 운동 | 1735-1755 |
| 제2차 운동 | 제2차 운동 | 1790-1840 |
| 제3차 운동 | 제3차 운동 | 1850-1900 |
| 제4차 운동 | 제4차 운동 | 1960-1981 |

대각성 운동은 영국 식민지 당시 여러 가지 상황들로 인해 나타났다. 뉴잉글랜드의 메마른 합리주의와 중부 식민주들에 분포해 있던 네덜란드 개혁교회의 예배의식에 집착한 형식주의,  그리고 남부의 목회감독소홀 등을 반대하고 극복하여 하나님과 그 백성 사이의 계약을 새롭게 하려고 한 것이다. 부흥운동은 초교파적으로 일어났다.

## 1차 대각성 운동의 주요인물들

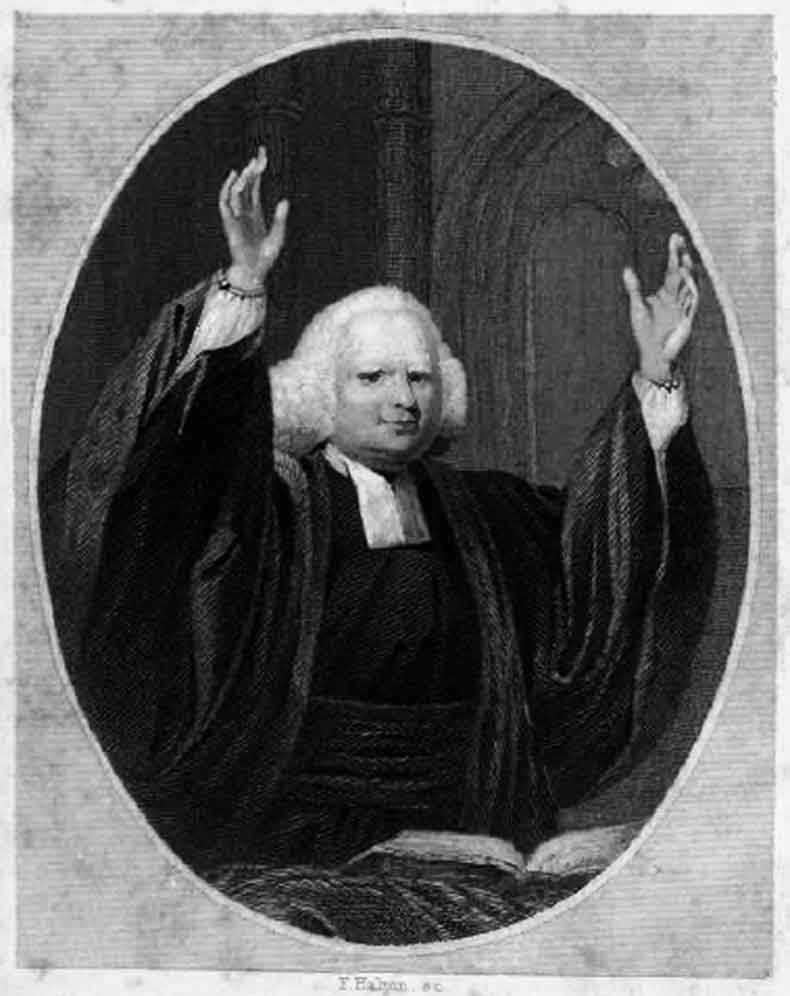
조지 휫필드

대각성 운동의 주요인물로는 감리교 운동을 이끈 조지 휫필드 성공회 사제와 감리교의 기틀을 세운 존 웨슬리 사제의 영향을 받았다. 1739~40년 미국을 방문하여 여러 식민주를 돌아다니며 교파를 초월하여, 당시 많은 군중을 수용할 만한 교회 건물이 없었기 때문에, 들판에서 설교를 하며 미국 전역에 신앙의 활기를 새롭게 불어넣었다. 많은 사람들을 개종시키지만 다른 사람의 신앙체험을 비판하고 ,지나친 감정과 위험한 종교적 망상을 자극하며, 교회 성직자들의 허락 없이 기존의 교구에 함부로 들어와 설교한다는 이유로 다른 부흥사들과 마찬가지로 비판을 받았다.

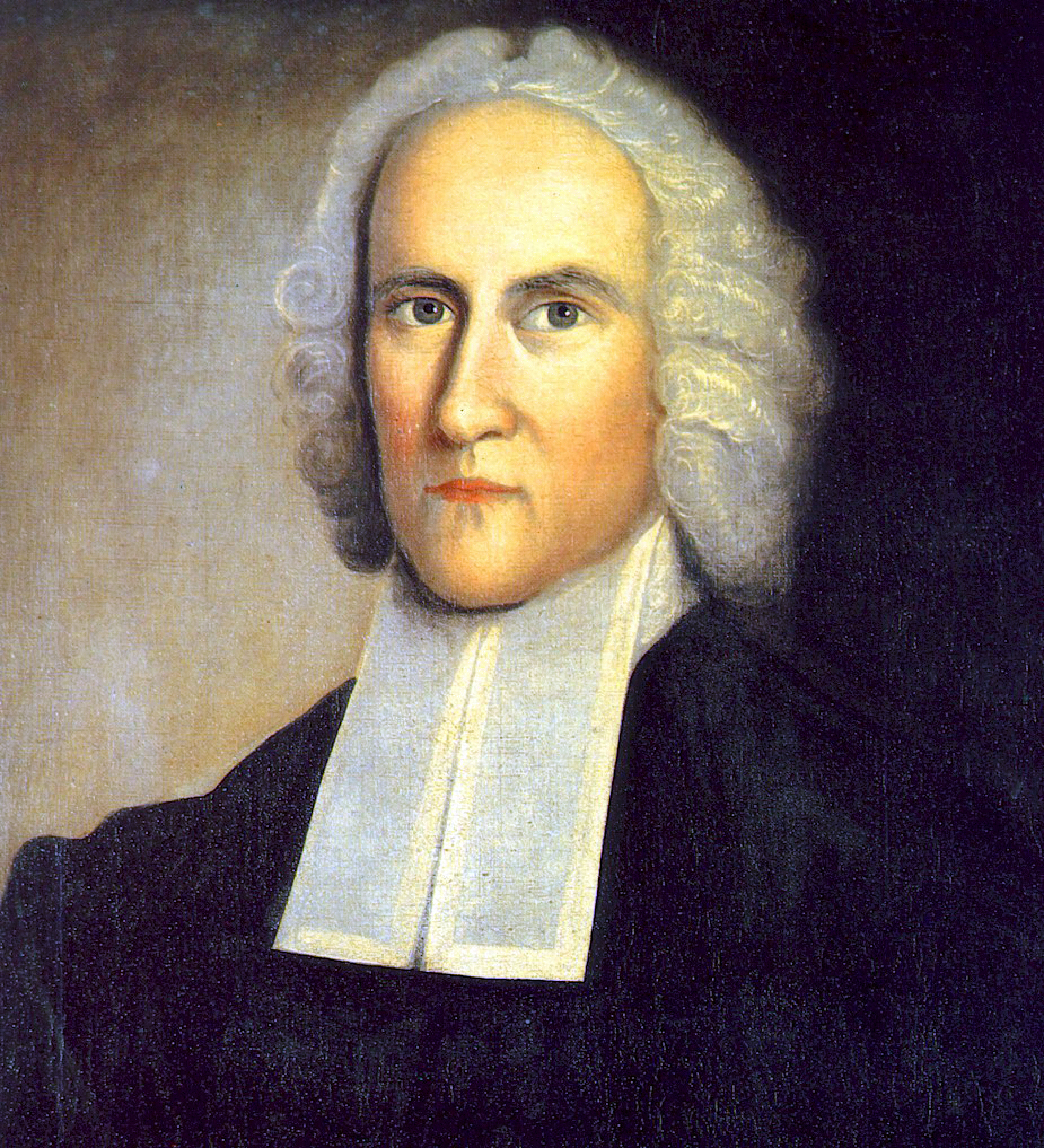
조너선 에드워즈 목사

조너선 에드워즈목사는 위대한 학자이자 변증자이며 회중교회 목사였다. 에드워즈 목사는 오직 믿음으로만 의로움을 얻는다고 설교하여 큰 호응을 얻었다. 또한 신앙체험의 심리적인 면을 재규명하고, 부흥 운동에 참여한 사람들이 성령의 참된 사역과 거짓 사역을 구분할 수 있도록 도왔다.
회중교회 찰스 촌시 목사는 에드워즈 목사의 가르침 및 대각성 운동을 강력하게 반대하고 주정주의(emotionalism)를 불신하여 이에 반대하는 글을 쓰고 설교했다.

## 2차 대각성 운동의 주요인물들

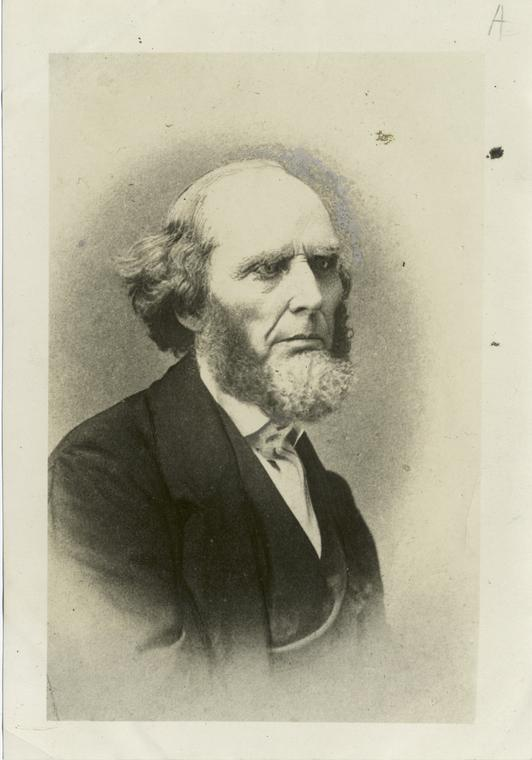
찰스 G. 피니

프랑스 혁명에 대한 미국인들의 반응은 과히 종교적이었다.  찰스 G. 피니는 데이비드 흄, 볼테르의 영향력이 미국에 영향을 미치게 되는 것을 두려워한 나머지  만일 이런 이신론의 사상이 주입될 경우 미국이 곤경에 처하게 될 것이라고 경고하면서, 두번째 부흥운동을 이끌게 되었다. 이성에 치우치기보다는 성령 체험을 통한 회심을 중시하는 경향을 띄었다.

## 종교 리더십의 변화
종파간의 분쟁과 경쟁의 시대에 이 대각성 운동이 전(全) 그리스도 교회적으로 두드러지게 나타나게 되었고, 이에 따라 목사들의 설교 방식도 변하기 시작했다. 부흥 설교자들은 죄인에 대한 '율법의 경고'와 하나님의 값없이 베푸시는 은혜, 예수 그리스도 안에서 '거듭남'을 강조했다. 또, 식민지 후반기에 목사 대부분은 신학적으로 조밀하고 진보적인 특수 신학 논법이나 해석본을 파악하여 설교했다. 회중교회의 조너선 에드워즈목사와 감리교회의 조지 화이트필드목사와 같은 지도자들은 단지 교구민을 채우는 일보다 청중들의 감정적 반응을 이끌어내는데 힘썼다. 이러한 새 성직자들이 논리적이고 이성적인 설교를 더 이상 하지 않는다고 주장하는 사람도 있었으나 이는 사실과 달랐다. 예를 들면, 에드워즈 목사는 정열적이고 지적으로 논리적이고 체계적인 정밀함으로 계속해서 설교했다. 전기작가이자 역사가인 조지 마즈든은 에드워즈 목사의 설교의 힘은 그의 한결같은 주제와 함께 "솔직한 감정과 마음속의 진심, 굽히지 않는 논리"가 "점증적 효과"를 창조해내는 것이라고 말했다.
헨리 메이는 그의 책 '미국의 계몽주의'에서 대각성 운동이 갖는 크게 세가지의 변화를 발견해냈다.
1. 칼빈주의의 교리적 중심에서 체험을 강조하는 면이 부각되면서, 중생의 체험을 강조하다 보니 교리적 가르침, 즉 웨스트민스터 신앙고백을 외우고 공부하는 것보다, 감정위주의 체험신앙이 등장하게 되었다.
2. 에드워즈의 후천년설이 등장하면서, 이 신세계에서의 그들의 새로운 역할이 강조되었다. 즉, 재림을 기다리는 신앙보다, 이 땅에서의 삶을 보다 강조하는 설교가 등장하게 되었다.
3. 경건주의자와 이성주의자라는 양 극단의 대립이 날카로와졌다.

## 종교 파벌
대각성 운동시기에 구파(Old Lights)와 신파(New Lights)(또는 자유주의파)의 전쟁이라고 표현되는 성직자들간의 대립이 일어났다. 구파는 전통 기독교의 부흥을 반대한 반면, 신파는 이 부흥을 신의 새로운 은총이 넘치는 증거라고 보았다. 반면, 토마스 키드는 반부흥파, 온건 복음주의자와 급진 복음주의자로 세 개의 파벌이 있다고 주창하면서 앞서의 구분법에 미묘한 차이를 보였다. 예를 들면, 인간의 겉치레와 허영을 버리기 위해서 공공 모닥불에 책과 호화품들을 태워버린 제임스 다빈포트는 대각성 운동을 지지하는 사람들과 반부흥주의자들을 위협하기 위해 심지어 자신의 바지마저 불에 던지기도 했다.

## 정치·사회에 끼친 영향
종교가 정치적 주장을 뒷받침하기 위해 곧잘 사용되기 시작하면서 대각성 운동은 미국 사회의 정무에 중요한 영향을 미쳤다. 개신교 목사이자 역사가인 조셉 트레이시가 1842년《대각성 운동》(The Great Awakening)을 써 이와 같은 종교 현상에 이름을 붙였다. 트레이시는 제1차 대각성 운동을 미국 독립 전쟁의 전조로 보았다. 미국 독립 혁명 시대에 1740년대의 복음주의 운동은 민주주의 사상을 전개하는데 큰 역할을 했다.
계몽주의 시대에 로마 작가들은 왕과 귀족, 서민 계급사회체제를 바탕으로 공화당의 추상적 이상을 가르쳤다. 세속적 계몽주의 작가들은 영국의 자유는 왕과 엘리트 집단과 서민에게 균형적인 권한을 부가하고 특권층에 복종으로 사회적 안정을 얻은 데 있다고 믿었다. 모든 사람은 평등하고 사람의 참값은 그 사람의 계층에 있는 것이 아니라 도덕적 행위에 있으며 모두 구원받을 수 있다는 성경 내용을 가르침으로써 "18세기 중반의 청교도주의...와 복음주의의 유행은 사회계층이라는 전통적 개념에 도전을 불러일으켰다."
또 다른 예로는 노예 제도 폐지 운동을 들 수 있다. 이 운동은 제2차 대각성 운동의 일부분으로 노예 제도의 위기에 기여하여 남북 전쟁으로까지 이끌었다. 제3차 대각성 운동은 대공황과 세계 2차 대전에 중대한 영향을 미쳤고 뉴딜 정책도 같은 시기에 일어났다.
또한, 부흥운동으로 인하여 프린스턴·다트머스·브라운·러트거즈 대학 등을 포함한 여러 교육기관이 발전하였고 제2차 대각성 운동을 통해 선교협회들이 조직되었다. 이 기간 동안 켄터키 주에서도 야영집회 방식의 부흥운동이 발전했으며 19세기 내내 미국 개척지에 영향을 주었다. 이 부흥운동은 18세기 후반에 들어서면서 사그라졌으나 뉴잉글랜드신학이 형성되는 계기가 되었다.
"각성"이라는 개념이 세속적이거나 덜 종교적인 시대의 무활동 상태나 수동성을 내포하여 복음주의 그리스도교인들이 각성이라는 용어를 최초로 사용했고 또 주로 사용한다. 최근에는 이 용어를 미국 보수 복음주의자들이 사용한다.

### 목회자들의 변화
프린스톤신학교 출신들이 대거 정치, 법조계에 몰려서 사회 지도층으로 진출한 반면, 대각성운동이후에는 늘어난 회심자들을 목양하기 위해, 개교회 중심의 목회자로 몰리게 되었다. 이에 따라, 목회자들의 사회적 영향력도 점차 감소하고, 각 교회의 목회자로서 또는 부흥사로써 직업적인 목회자가 되었다.

## 같이 보기
- 그레이트 리셋(영어판)
- 길버트 테넌트, 새뮤얼 데이비스
- 조너선 에드워즈, 조지 휫필드

## 참고 문헌
1. 1 2  네이버 백과사전
2. 1 2 3  Encyclopaedia Britannica: 대각성운동[깨진 링크(과거 내용 찾기)]
3. ↑  George Marsden, Jonathan Edwards: A Life (New Haven, Conn.: Yale University Press, 2003), pg. 195, 220.
4. ↑  May, Henry F. (Henry Farnham), 1915-2012. (1976). 《The Enlightenment in America》. New York: Oxford University Press. ISBN 0-19-502018-9.
5. ↑  Thomas S. Kidd, The Great Awakening: A Brief History with Documents (New York: Bedford/St. Martin's, 2008), 1.
6. ↑  Thomas S. Kidd, The Great Awakening: A Brief History with Documents (New York: Bedford/St. Martin's, 2008), vii-vii, 1-3, 14-17.
7. ↑  Bailyn, Bernard. The Ideological Origins of the American Revolution. Harvard University Press, 1992 p. 249,273-4, 299-300
8. ↑  Bailyn, Bernard. The Ideological Origins of the American Revolution. Harvard University Press, 1992 p. 273-4, 299-300
9. ↑  Bailyn, 1992 p.303
10. ↑  Lambert, Leslie. Inventing the Great Awakening, Princeton University Press, 1999.
11. ↑  "Bush Tells Group He Sees a 'Third Awakening'" Washington Post, Sept. 12 2006.
12. ↑  Witherspoon, John, 1723-1794,. 《The selected writings of John Witherspoon》. Carbondale. ISBN 978-0-8093-9054-0.